# 제2대 레녹스 백작 매슈 스튜어트
매슈 스튜어트(Matthew Stewart, 2nd Earl of Lennox; 1488년 5월 5일 - 1513년 9월 9일)는 스코틀랜드의 귀족으로 레녹스의 제 2대 백작이다. 초대 레녹스 백작 존 스튜어트와 장군 알렉산더 몽고메리의 딸 마가렛 몽고메리의 아들이다.
그는 1490년 6월 13 일 로버트 라일의 딸 마가렛 라일과 결혼했고, 그뒤 1494년 4월 9일 그는 제임스 해밀턴의 딸 엘리자베스 해밀턴과 재혼하였다. 엘리자베스 해밀턴은 제임스 해밀턴과 스코틀랜드의 공주 메리 스튜어트의 딸이다. 장모 메리는 스코틀랜드의 제임스 2세의 딸이다.
제임스 2세는 매슈의 7대조 존 스튜어트 본킬 경의 형 제임스 스튜어트의 6대손으로 매슈에게는 15촌 아저씨뻘이 된다.

## 가족 관계
엘리자베스 해밀턴과의 사이에서 6명의 자녀를 얻었는데, 뭉고 스튜어트(Mungo Stewart), 아그네스 스튜어트(Agnes Stewart), 제3대 레녹스 백작 존 스튜어트(John Stewart), 마가렛 스튜어트(Margaret Stewart), 엘리자베스 스튜어트(Elizabeth Stewart), 캐서린 스튜어트(Catherine Stewart)가 그들이다. 제3대 레녹스 백작 존 스튜어트는 단리 경 헨리 스튜어트의 할아버지이자 제임스 6세의 증조부가 된다.
- 아들 존 스튜어트
- 손자 매슈 스튜어트
- 증손 헨리 스튜어트, 단리 경

## 같이 보기
- 제임스 스튜어트
- 알렉산더 스튜어트
- 존 스튜어트

## 참고 문헌
- G. E. Cokayne et al., eds. The Complete Peerage of England, Scotland, Ireland, Great Britain, and the United Kingdom, Extant, Extinct, or Dormant. Reprint ed. (Gloucester, UK: Alan Sutton Publishing, 2000).